# Andrafainkona
Andrafainkona est une commune rurale malgache, située dans la partie nord-ouest de la région de Sava.